# Lymanopoda cinna
Lymanopoda cinna är en fjärilsart som beskrevs av Frederick DuCane Godman och Osbert Salvin 1889. Lymanopoda cinna ingår i släktet Lymanopoda och familjen praktfjärilar. Inga underarter finns listade i Catalogue of Life.